# Візантійська музика
Візантійська музика, музика Візантійської імперії — період в історії музики, тісно пов'язаний із християнською культурою Східної римської імперії, що починає свій розквіт в епоху правління імператора Костянтина (306—337) і занепадає з падінням Константинополя у 1453 році.
Історичні умови і строкатий етнічний склад населення Візантії визначили різноманіття інтонаційного ладу, жанрів і форм Візантійської музики. Її витоки сягають перської, коптської, єврейської та вірменської пісенності, а також включають досягнення давньогрецької музичної культури, що обумовлювалось входженням до складу Візантії великих центрів грецької культури — Александрії, Антіохії, Ефеса.

## Світська та народна музика
Світська музика звучала при імператорському дворі і була представлена такими жанрами як «акламації» — ритуально-святкові оди на віршовані тексти та «поліхронії» — оди для виходу імператора, що виконувались хором. Звучала при дворі також інструментальна музика — використовувались сурми, цимбали, ліри, а також стародавній прототип органу — гідравлос.
Народна музика Візантії представлена епічним жанром — акритські пісні, що прославляли подвиги акритів.

## Культова музика
У збережених нотних записах представлена виключно культова християнська музика. На відміну від західної музики аналогічного періоду, візантійська духовна музика була виключно вокальною (орган в богослужбовій практиці був заборонений) і виконувалась на різних мовах — окрім грецької, використовувалась також сирійська, вірменська, коптська, ефіопська, церковно-слов'янська мови.
Як і григоріанський спів, візантійський літургійний спів був одноголосним, в його основу була закладена система діатонічних ладів, що сходять до давньогрецької ладової системи. Для запису візантійських хоралів використовували невменну нотацію, що прийшла на зміну екфонетичній у VIII столітті й в процесі еволюції пройшла кілька форм — ранньовізантійську (VIII–XII ст.), середньовізантійську (XII–XV ст.) та пізньовізантійську (XV–XIX ст.)

### Жанри
На окреслення жанрів візантійської духовної музики широко використовується збірний термін — гімнографія, а науку, що вивчає ці жанри називають гімнологією. Найбільш ранньою формою християнської гімнографії є псалмодії — повільні речитативні молитви, східного походження.
В IV столітті поширюються пісенно-поетичні імпровізації на біблійні сюжети або апокрифічні тексти — тропарі. Тропарі виконувалися звичайно хорами хлопчиків і відрізнялися наспівністю, орнаментальною мелодією, світлим колоритом і мали варіаційну будову — первісний наспів, «ірмос», варіювався у наступних «тропах».
Розквіт візантійської гімнографії у VI–VIII століттях пов'язаний з діяльністю вихідців із Сирії св. Романа Сладкоспівця, святого Андрея Критського, а також Іоана Дамаскіна. В цей час з'являються складніші гімнічні жанри, такі як кондак і канон, в той же час витісняється псалмодія.
З IX століття важливим центром гімнотворчості став Судитський монастир поблизу Константинополя. В XIV–XV століттях підйом гімнотворчості пов'язаний з діяльністю Івана Кукузеля, що жив у монастирі Святого Афанасія на Афоні.

### Ладова система
Ладові особливості гімнографії описувалися системою восьмиголосся, що виділяла 8 звукорядів із типовими модальними функціями — «гласів». Згруповані по 8 гласах святкові гімни зібрані в «Октоїху» — книзі пісень, початкова редакція якого сходить до VI століття. Основу 8 звукорядів складали вісім діатонічних ладів (ехої), яким відповідали спеціальні знаки для вказівки ладової приналежності (мартирії). Оскільки висота звучання кожного ладу була постійною, установлювався й висотний рівень даної мелодії. За аналогією з давньогрецькою музичною системою, візантійські лади були розділені на 4 автентичних і 4 плагальних лади, також були запозичені з Древньої Греції і найменування ладів, проте їх значення не відповідали давньогрецьким.

### Історичне значення
Візантійська музична культура мала великий вплив на розвиток як Східної, так і Західної християнської богослужбової музики. Найбільший вплив візантійська музика мала на ті країни, де був прийнятий східний обряд богослужіння, в тому числі на Русі. Надалі, однак, розвиток церковної музики в цих країнах пішов своїми шляхами, що привів до розвитку своєрідних її форм, зокрема на Русі такою формою став знаменний спів.